# Biegi narciarskie na Mistrzostwach Świata w Narciarstwie Klasycznym 1926
Zawody w biegach narciarskich na II Mistrzostwach Świata w Narciarstwie Klasycznym odbyły się w dniach 4 lutego – 6 lutego 1926 w fińskim mieście Lahti. Rozgrywano tylko biegi mężczyzn.
Bieg na 18 km został wydłużony do 30 km. Ponownie jednak skrócono ten dystans w następnych mistrzostwach w Cortinie d’Ampezzo. Bieg na 30 km powrócił dopiero na mistrzostwach w 1954, kiedy to 18 km skrócono do 15 km. Bieg na 30 km ukończyło 15 zawodników z 21.
Temperatura w czasie biegu na 50 km sięgała –30 °C. Bieg ukończyło 14 zawodników z 19 startujących.

## Terminarz
| Data          | Miejscowość | Konkurencja                                           | Złoto        | Srebro            | Brąz          |
| ------------- | ----------- | ----------------------------------------------------- | ------------ | ----------------- | ------------- |
| 4 lutego 1926 | Lahti       | Bieg indywidualny mężczyzn na 30 km stylem klasycznym | Matti Raivio | Tauno Lappalainen | Veli Saarinen |
| 6 lutego 1926 | Lahti       | Bieg indywidualny mężczyzn na 50 km stylem klasycznym | Matti Raivio | Tauno Lappalainen | Olav Kjelbotn |

## Wyniki zawodów

### 30 km techniką klasyczną
- Data 4 lutego 1926

| Medal | Zawodnik           | Narodowość | Wynik   |
| ----- | ------------------ | ---------- | ------- |
|       | Matti Raivio       | Finlandia  | 2:20.55 |
|       | Tauno Lappalainen  | Finlandia  | 2:27.13 |
|       | Veli Saarinen      | Finlandia  | 2:27.34 |
| 4     | Gustaf Jonsson     | Szwecja    | 2:28.27 |
| 5     | Sven Åström        | Szwecja    | 2:31.27 |
| 5     | Martti Lappalainen | Finlandia  | 2:34.54 |
| 7     | Olav Kjelbotn      | Norwegia   | 2:35:55 |
| 8     | Juho Kurra         | Finlandia  | 2:36:51 |
| 9     | Matti Ritola       | Finlandia  | 2:37:06 |
| 10    | Ole Hegge          | Norwegia   | 2:37:14 |

### 50 km techniką klasyczną
- Data 6 lutego 1926

| Medal | Zawodnik          | Narodowość | Wynik   |
| ----- | ----------------- | ---------- | ------- |
|       | Matti Raivio      | Finlandia  | 4:18.18 |
|       | Tauno Lappalainen | Finlandia  | 4:26.45 |
|       | Olav Kjelbotn     | Norwegia   | 4:26.47 |
| 4     | Ole Hegge         | Norwegia   | 4:27.50 |
| 5     | Gustaf Jonsson    | Szwecja    | 4:29.55 |
| 6     | Tapani Niku       | Finlandia  | 4:30.06 |
| 7     | Erkki Kamarainen  | Finlandia  | 4:30:54 |
| 8     | Sven Åström       | Szwecja    | 4:39:50 |
| 9     | Veli Saarinen     | Finlandia  | 4:44:14 |
| 10    | Asser Autio       | Finlandia  | 4:45:15 |

## Klasyfikacja medalowa dla konkurencji biegowych MŚ
| Pozycja | Państwo   | Złoto | Srebro | Brąz | Razem |
| ------- | --------- | ----- | ------ | ---- | ----- |
| 1.      | Finlandia | 2     | 2      | 1    | 5     |
| 2.      | Norwegia  | 0     | 0      | 1    | 1     |